# Прислуч (Хмельницкая область)
Прислуч (укр. Прислуч) — село в Полонском районе Хмельницкой области Украины.
Население по переписи 2001 года составляло 713 человек. Почтовый индекс — 30535. Телефонный код — 3843. Занимает площадь 2,014 км². Код КОАТУУ — 6823686201.

## История
В 1946 г. указом ПВС УССР село Тирановка переименовано в Прислуч.

## Местный совет
30535, Хмельницкая обл., Полонский р-н, с. Прислуч, ул. Ленина, 1